# Wasserturm Bischofsheim
| Wasserturm Bischofsheim | Wasserturm Bischofsheim                                     |
| Südwestliche Ansicht    | Südwestliche Ansicht                                        |
| Daten                   | Daten                                                       |
| ----------------------- | ----------------------------------------------------------- |
| Baujahr:                | 1912                                                        |
| Turmhöhe:               | 19 m                                                        |
| Nutzhöhe:               | ?? m                                                        |
| Behälterart:            | Barkhausen                                                  |
| Volumen des Behälters:  | 160 m³                                                      |
| Stilllegung:            | 1964                                                        |
| Ursprüngliche Nutzung:  | Versorgung des westlichen Teils des örtlichen Güterbahnhofs |
| Heutige Nutzung:        | ohne Funktion, Denkmalschutz                                |

Der Wasserturm der hessischen Gemeinde Bischofsheim wurde 1912 zusätzlich zu einem im Bahnbetriebswerk stehenden zur Versorgung des westlichen Teils des örtlichen Güterbahnhofs mit Speisewasser errichtet. Er steht im südwestlichen Bereich des Geländes des Bahnhofs Mainz-Bischofsheim in unmittelbarer Nähe zu dem ab 1904 ausschließlich für den Güterumschlag genutzten Alten Bahnhof.
Auftraggeber war die Eisenbahndirektion Mainz (Bauherr:  Königlich Preußische und Großherzogliche Hessische Eisenbahngesellschaft).
Der 19 Meter hohe Turm ist ein technischer Zweckbau. Der runde Schaft besteht aus verputztem Ziegelmauerwerk. Das Erdgeschoss ist mit rotem Sandstein verblendet und weist Elemente des Jugendstils auf. Der offene einkammerige Kugelbodenbehälter der Bauart Barkhausen, benannt nach Georg Barkhausen, umfasst 160 Kubikmeter und besteht aus genietetem Eisenblech. Verkleidet ist er mit einer zehneckigen Holzkonstruktion mit Schieferdeckung und dem pagodenartig abgetreppten Zeltdach.
Seit dem Ende des Dampflokbetriebes 1964 ist der Wasserturm Funktionslos und lediglich von kulturellem Wert. Der ältere Wasserturm wurde 1972 gesprengt. Engagierten Bischofsheimer Eisenbahnfreunden ist es zu verdanken, dass er 1980 unter Denkmalschutz gestellt wurde. Seit 1995 ist die hessische Gemeinde Erbbauberechtigte an dem Turm, der als Wahrzeichen von Bischofsheim gilt.

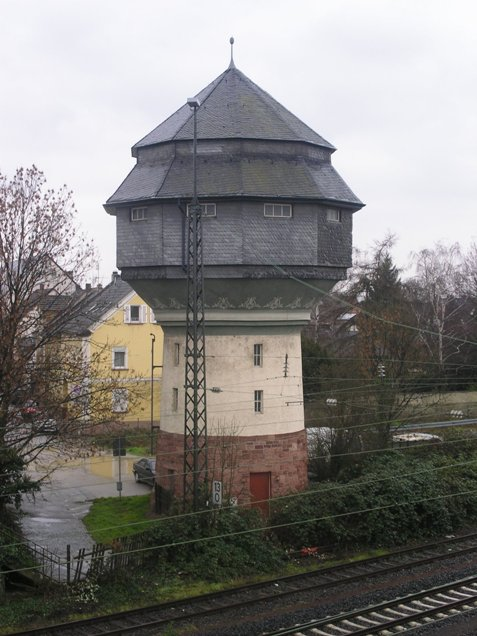
Blick auf den Wasserturm von der Fußgängerbrücke über das Gleisfeld